# Национальный пантеон героев (Асунсьон)

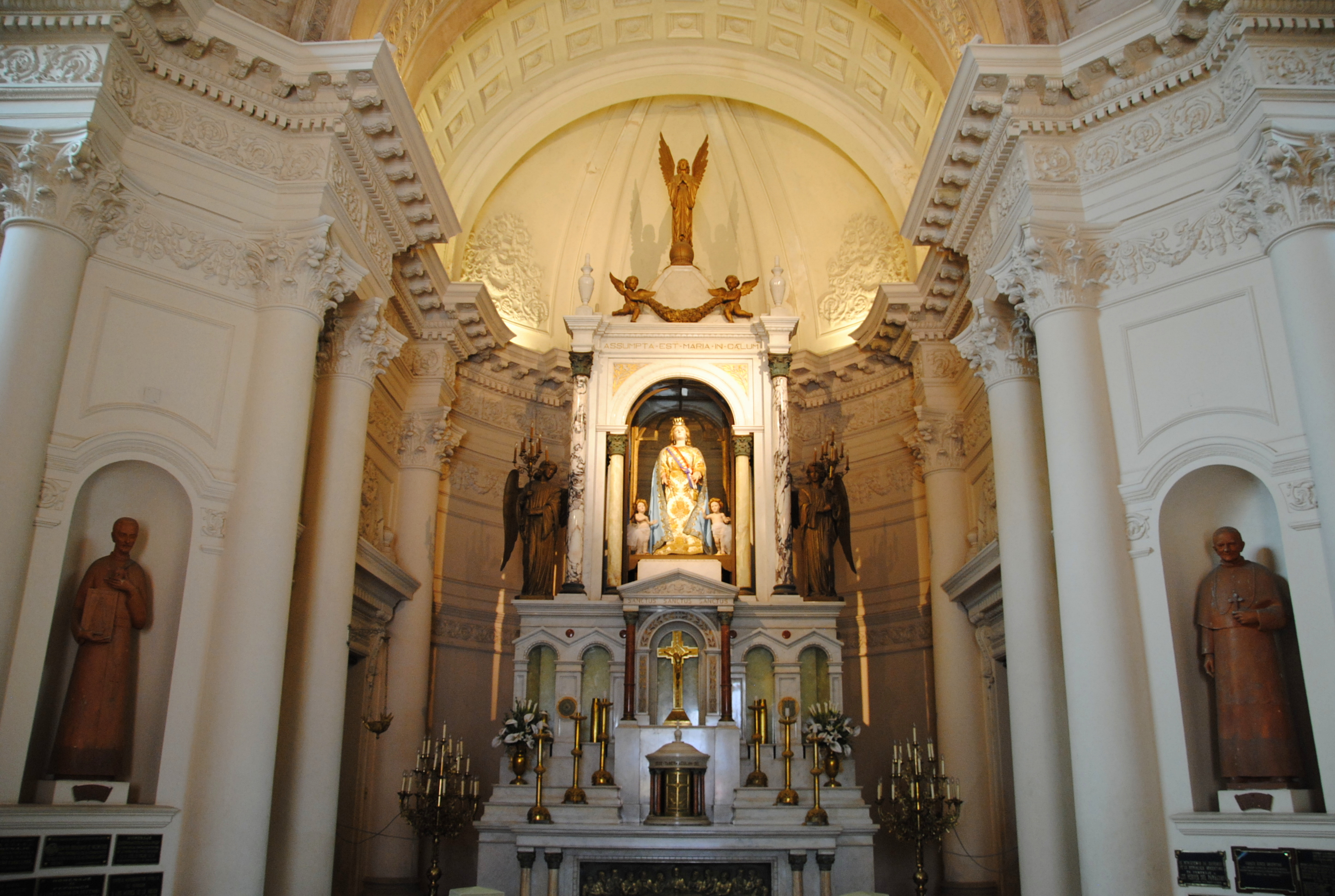
Ораторий Вознесения Пресвятой Девы Марии

Национальный пантеон героев (исп. Panteón Nacional de los Héroes) — исторический пантеон, находящийся в столице Парагвая городе Асунсьон. Находится между улицами Пальма и Чили и является обязательным объектом посещения туристических и официальных групп.

## История
В 1863 году по инициативе президента Парагвая Франсиско Солано Лопеса в Асунсьоне началось строительство часовни во имя Вознесения Пресвятой Девы Марии по проекту архитектора итальянского происхождения Алехандро Равицци, который сотрудничал со строительным проектировщиком Джакомо Коломбино. Здание спроектировано по образцу парижского «Дома инвалидов». Строительство храма прервала Парагвайская война, после которой храм стоял недостроенным в лесах последующие семьдесят лет. Здание было открыто 12 октября 1936 года после окончания Чакской войны и декретом президента был объявлен национальным пантеоном. Под давлением церковных иерархов президент Феликс Пайва дал разрешение в 1937 году обустроить в пантеоне отдельную ораторию во имя Вознесения Пресвятой Девы Марии.
В Национальном панетеоне похоронены следующие известные парагвайцы:
- Карлос Антонио Лопес — первый президент Парагвая (вместе с сыном);
- Хосе Феликс Эстигаррибия — 38-й президент Парагвая (вместе с женой)
- Останки неизвестных солдат (в том числе тела 12 детей, участвовавших в так называемом «Сражении детей» (Batalla de los Niños)) .

В 2009 году Национальный пантеон героев был объявлен одним из объектов материального национального наследия Асунсьона.
Ежегодно 1 марта в Парагвае отмечается День героев, который был установлен в честь генерала Франсиско Солано Лопеса, который был убит в этот день 1870 года во время сражения Парагвайской войны. В этот день в Асунсьоне около пантеона совершается памятная демонстрация под председательством Президента республики. В этом праздновании также участвуют представители Вооружённых сил Парагвая и Национального Конгресса, министров и должностные лица.